# Micromurexia habbema
Мікромурексія Хаббеми (Micromurexia habbema) — вид сумчастих, родини кволових. Тривалий час вид розглядався у роді Antechinus, генетичні дослідження, однак показали, що це відокремлений рід. Цей вид має широке поширення в Центральних Кордильєрах острова Нова Гвінея на висотах 1,600-3,660 м над рівнем моря. Присутня в гірському первинному лісі, середньогірському лісі, буковому лісі, моховитому лісі й на субальпійських луках. Зустрічається в порушеному первинному лісі, але не присутня у вторинному лісі. Цей вид нічний і, ймовірно, значною мірою наземний. Було знайдене гніздування тварин у системах нір в землі. Самиці цього виду можуть мати до чотирьох дітей у сумці і розмноження, як видається, несезонне.

## Загрози та охорона
Серйозних загроз нема. Вид присутній в кількох охоронних районах.